# Pavane pour une infante défunte
La Pavane pour une infante défunte (Pavana per a una infanta difunta) és una famosa peça per a piano sol escrita pel compositor francès Maurice Ravel. La Pavana va ser composta el 1899 quan Ravel estudiava composició al Conservatori de París amb Gabriel Fauré. El 1910, Ravel també va publicar una versió orquestral de la mateixa pavana. Una interpretació normal d'aquesta obra dura al voltant d'uns sis minuts.
L'obra evoca la digna elegància d'una recepció en la cort reial d'Espanya, així com el gràcil moviment d'una infanta seguint els passos d'una pavana, una dansa lenta de tipus processional, que va gaudir de gran popularitat a les corts europees durant els segles xvi i xvii. No obstant això, Ravel no pretenia honorar una princesa en concret, sinó més aviat expressar un entusiasme nostàlgic per la sensibilitat i els costums espanyols, una postura que el compositor compartia amb altres contemporanis seus (sobretot Claude Debussy i Isaac Albéniz i que també es fa palesa en altres obres seves, com la Rapsòdia espanyola o el Bolero. De fet, Ravel va dedicar aquesta composició a la Princesa de Polignac, la seva patrona, i segurament la va interpretar a casa seva en diverses ocasions. L'obra es va publicar el 1900, despertant relativament poc interès fins que Ricard Viñes la va estrenar el 5 d'abril de 1902, quan va passar a ser una composició força popular malgrat que Ravel la considerava formalment pobra i influenciada per la música d'Emmanuel Chabrier.

## Història de la composició

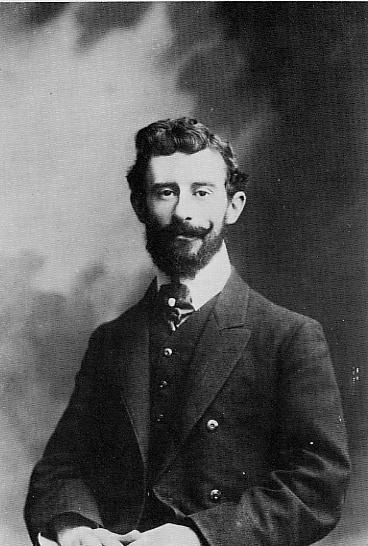
Maurice Ravel l'any 1907

Ravel va compondre l'obra amb la intenció que fos interpretada a un ritme extremadament lent, molt més lent que qualsevol interpretació moderna, fins al punt que la interpretació de l'obra pel mateix Ravel es va qualificar com "insuportablement lenta". Després de sentir Charles Oulmont interpretar aquesta composició, Ravel li va recordar que l'obra es titulava "Pavana per una infanta difunta", no "Pavana difunta per una princesa".
L'any 1910, Ravel va publicar una versió orquestrada de la Pavana on la melodia principal era interpretada per la trompa, concretament per dues trompes naturals en Sol major, acompanyades per dues flautes, oboè, dos clarinets (en Si bemoll major), dos fagots, arpa i instruments de corda. L'estrena de la versió per a orquesta va tenir lloc el 27 de febrer de 1911 a Manchester i fou dirigida per Henry Wood. El crític Samuel Langford va qualificar la composició com "la més bonica", i va afegir que era una obra que no era representativa de l'estil de Ravel —caracteritzat per la combinació ràpida d'harmonies—, en tant que emprava harmonies normals, gairebé arcaiques, que teixien una expressivitat continguda i una melodia de bellesa remota.
El primer enregistrament de la Pavana en gramòfon es realitzà a París l'any 1921. L'any següent, Ravel va enregistrar un rotlle de pianola, i es conserva un enregistrament, datat a París l'any 1932 que popularment és considerat un enregistrament dirigit pel mateix Ravel, però realment fou dirigit per Pedro de Freitas-Branco, supervisat per Ravel, que va presenciar les sessions d'assaig i enregistrament.

## Interpretacions i versions
- El 12 d'agost de l'any 1937 Bentley Stone i Maude Lloyd estrenaren la versió de ballet en el Casino de Biarritz d'aquesta obra.
- L'any 1972, els guitarristes John Williams i Julian Bream van enregistrar la Pavana amb un duet per a dues guitarres a l'àlbum Together.
- El 1973 el músic de jazz brasiler Eumir Deodato va enregistrar la Pavana al seu segon àlbum Deodato 2.
- El 1979 l'artista de música electrònica Isao Tomita va enregistrar una versió electrònica de la Pavana al seu àlbum Daphnis et Chloé.
- El 1997 la cantant d'òpera britànica Lesley Garrett va enregistrar una versió especialment arranjada per a l'àlbum Tribute, dedicada a Lady Di que havia mort l'agost d'aquell any.
- El 2000, l'artista de música electrònica William Orbit va arreglar la peça per al seu àlbum d'arranjaments electrònics ambientals d'obres "clàssiques", Pieces in a Modern Style. Va ser posteriorment llançat en un single, amb un altre arranjament.
- Un enregistrament de l'obra tocada pel mateix Ravel s'ha conservat en rotlles de pianola. Aquest enregistrament està disponible comercialment des d'abril de 2004.